# Pandora – The World of Avatar

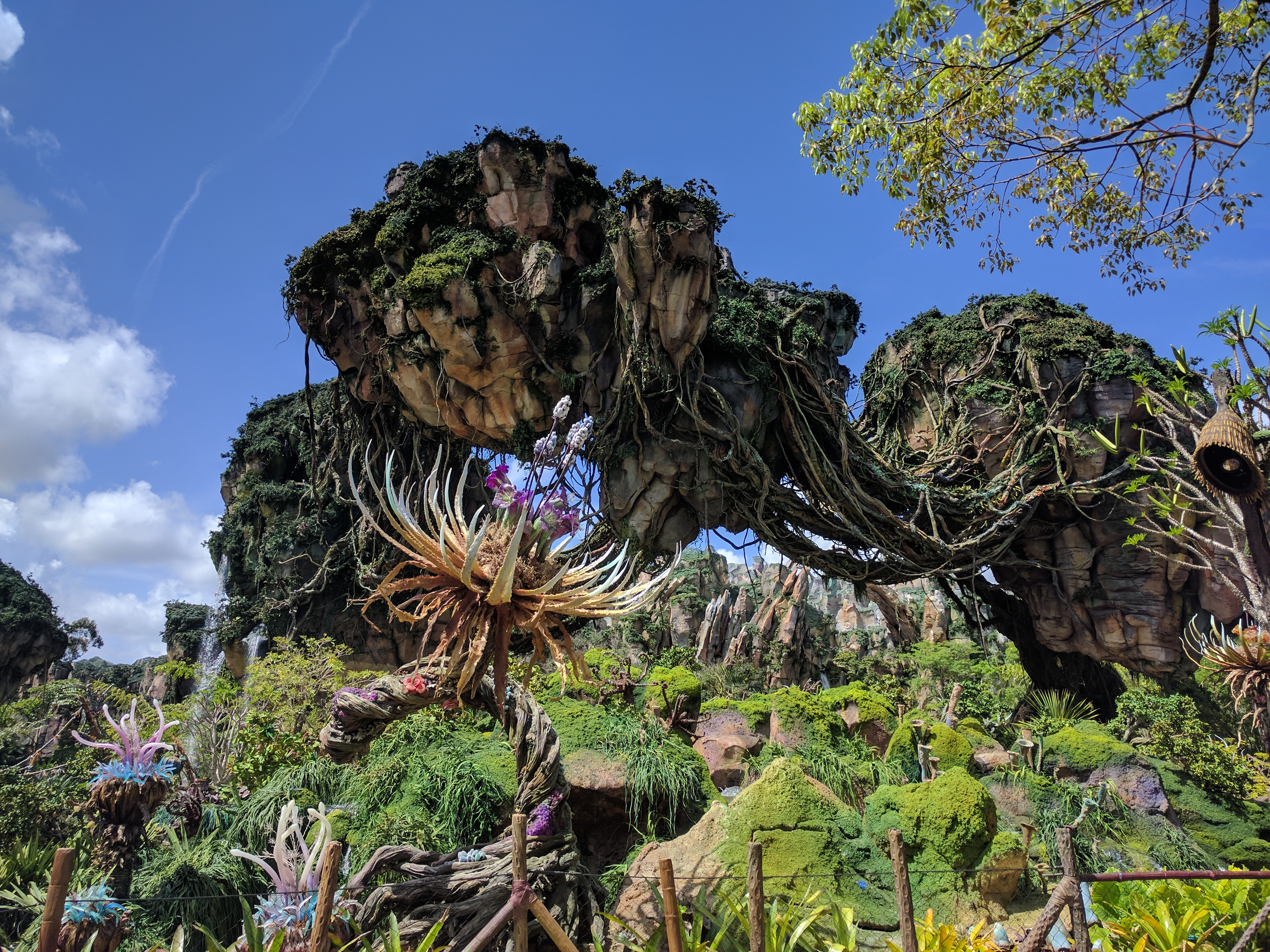
A paisagem do Vale de Mo'ara

Pandora – The World of Avatar é uma área temática inspirada no filme Avatar, de James Cameron, localizada dentro do parque temático Disney's Animal Kingdom, no Walt Disney World Resort, em Bay Lake, Flórida, perto de Orlando. Ambientada várias gerações no futuro após os eventos dos filmes Avatar, a área é baseada na exolua habitável fictícia Pandora e apresenta as montanhas flutuantes, a vida selvagem alienígena e as plantas bioluminescentes de Pandora. Com 12 acres (4,9 ha), Pandora – The World of Avatar inclui duas atrações principais, Avatar Flight of Passage e Na'vi River Journey, além de lojas e restaurantes.
A Walt Disney Imagineering começou o desenvolvimento de Pandora – The World of Avatar em 2011,  em conjunto com Cameron e sua produtora, Lightstorm Entertainment, com a intenção de transformar o Animal Kingdom em uma operação de dia inteiro, com capacidade adicional para atrações e experiências noturnas. A construção da área começou em 10 de janeiro de 2014, e o parque foi aberto ao público em 27 de maio de 2017.

## História

### Desenvolvimento

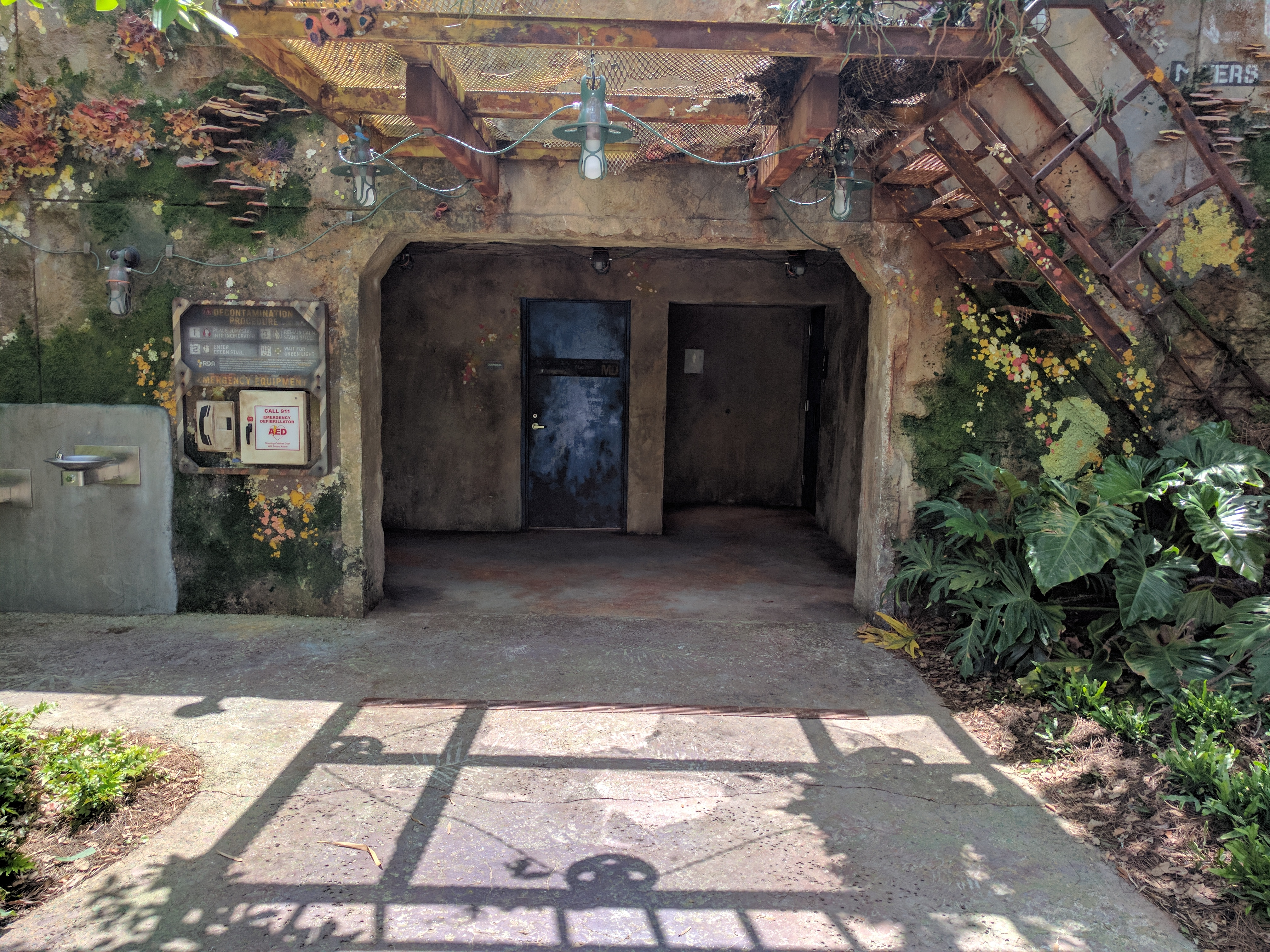
Uma área de descontaminação "abandonada" da RDA que serve como banheiro para visitantes é um exemplo da interferência humana recuperada pelo ambiente de Pandora.

No início de 2011, o criador e diretor de Avatar, James Cameron, foi abordado pelos executivos da The Walt Disney Company, Bob Iger e Tom Staggs, CEO e então COO, respectivamente, sobre a possibilidade de atrações temáticas de Avatar nos parques temáticos da Disney. Originalmente, foram realizadas discussões sobre a criação de uma atração de Avatar no Disney's Hollywood Studios, talvez no então funcional Studio Backlot Tour do parque. Staggs sugeriu incorporar o filme em uma "área" recém-projetada no Disney's Animal Kingdom para melhorar a lista de atrações do parque. Cameron ficou inicialmente surpreso com a abordagem mais ampla da Disney, comentando que "a visão da Disney quando eles me procuraram era criar uma área. Eu pensei que iríamos conversar sobre a criação de uma atração".
Em 17 de setembro de 2011, a Disney assinou um contrato de licenciamento exclusivo de longo prazo com a 20th Century Fox e a Lightstorm Entertainment, de Cameron, para os direitos mundiais do parque temático Avatar; a Disney concordou em pagar à 20th Century e a Cameron uma taxa de licenciamento e uma porcentagem das vendas de mercadorias. O acordo foi anunciado oficialmente ao público em 20 de setembro de 2011. O destaque do anúncio foi que o Disney's Animal Kingdom receberia uma nova área temática inteiramente dedicada a Avatar. Embora nenhum detalhe específico tenha sido anunciado, a nova área foi descrita como tendo vários hectares e um custo estimado de US$ 400 milhões para ser construída, uma escala semelhante à Cars Land na Disney California Adventure, na Califórnia. Posteriormente, estimou-se que a área custaria aproximadamente US$ 500 milhões. A Disney apresentou uma prévia da área em outubro de 2013 na Japan D23 Expo.
A construção começou em janeiro de 2014, com data de inauguração inicialmente prevista para 2016.O acordo poderia incluir a adição de atrações do Avatar a outros parques temáticos da Disney no futuro — a Disneyland Paris e a Hong Kong Disneyland também estão sendo consideradas —, mas não há planos imediatos para isso. A data de inauguração foi posteriormente revisada para o verão de 2017.
Em fevereiro de 2017, a data oficial de inauguração foi confirmada para 27 de maio de 2017. O terreno recebeu uma cerimônia de inauguração em 24 de maio de 2017 com a presença de Iger, Cameron, o produtor Jon Landau, a presidente da 20th Century, Stacey Snider, e os membros do elenco Sam Worthington, Zoe Saldana, Sigourney Weaver, Stephen Lang, Joel David Moore, CCH Pounder, Wes Studi e Laz Alonso.  Para promover a inauguração do parque, a ABC transmitiu uma série de episódios especiais do programa The View ao vivo do parque, incluindo uma prévia especial com James Cameron, bem como um episódio ao vivo sobre as festividades do dia da inauguração do parque, que contou com os convidados Sherri Shepherd, John Stamos, Ariel Winter, Eric Stonestreet, Audra McDonald, Mandy Moore, Tom Bergeron e os chefs Masaharu Morimoto e Art Smith, com apresentações musicais de Andy Grammer e Train.

### Design
Pandora – The World of Avatar foi projetado pela Walt Disney Imagineering e pela Lightstorm Entertainment, com Cameron e Landau atuando como consultores criativos. O imaginador Joe Rohde, executivo criativo do Disney's Animal Kingdom, atuou como diretor criativo do projeto. A área foi construída no antigo local do Camp Minnie-Mickey, que foi originalmente destinado ao Beastly Kingdom, uma área temática nunca construída que teria sido baseada em criaturas mitológicas. Em vez de incluir personagens ou basear a área em enredos existentes dos filmes, a equipe da Disney e da Lightstorm enfatizou questões como conservação e gestão ambiental.  O gerente de projeto Tim Warzecha descreveu a área como uma experiência independente dos filmes, com foco em "tudo sobre as pessoas, o meio ambiente, a cultura, os animais e a beleza do mundo". Rohde citou os temas do filme e a mensagem ambiental como compatíveis com os valores estabelecidos do parque. Rohde disse: "Se você pensar sobre o valor intrínseco da natureza, a transformação por meio da aventura e o chamado pessoal à ação — esses são os valores do Animal Kingdom. Mas se você repeti-los, esses são os temas do filme Avatar. Portanto, Avatar e Animal Kingdom se encaixam muito bem um no outro".
O Animal Kingdom é um lugar que reflete o realismo que deriva desses animais. Queremos realmente estar à altura desse realismo nos detalhes, na imersão completa que é parte da identidade desse parque, na sensação de que esses eventos estão realmente acontecendo com você – que essa é a sua aventura. Quando traduzimos isso para o mundo de Avatar, surge uma série totalmente nova de desafios técnicos devido à própria natureza desse mundo. Joe Rohde, descrevendo a conexão do Avatar com o Animal Kingdom.
A Disney e a Lightstorm decidiram definir a linha do tempo da terra gerações após o conflito bélico entre os indígenas Na'vi e a Administração de Desenvolvimento de Recursos (RDA), que buscava explorar Pandora por seu unobtanium no primeiro filme. De acordo com a história de fundo, os Na'vi e os humanos alcançaram a paz e a Alpha Centauri Expeditions (ACE) — uma empresa de turismo fictícia — fez uma parceria com os Na'vi para apresentar Pandora como um novo destino para ecoturismo e pesquisa científica. Como resultado, a ACE estabeleceu a Iniciativa de Conservação de Pandora para preservar e estudar as espécies nativas de Pandora.
Em setembro de 2011, Cameron confirmou que uma atração voadora com "projeções em 3D e designs de criaturas que foram cortados do filme original" era um conceito em fase de projeto para a área. Pandora – The World of Avatar inclui elementos do filme Avatar original, O Caminho da Água, bem como três sequências ainda não lançadas. Rohde inicialmente admitiu a dificuldade em adaptar os locais retratados em Avatar ao mundo físico, já que Pandora é retratada nos filmes exclusivamente por meio de imagens geradas por computador. Portanto, a Imagineering adaptou a arte conceitual e os designs digitais dos filmes e os expandiu, com Rohde explicando que não havia detalhes suficientes nessas imagens para um lugar real que você realmente iria construir".

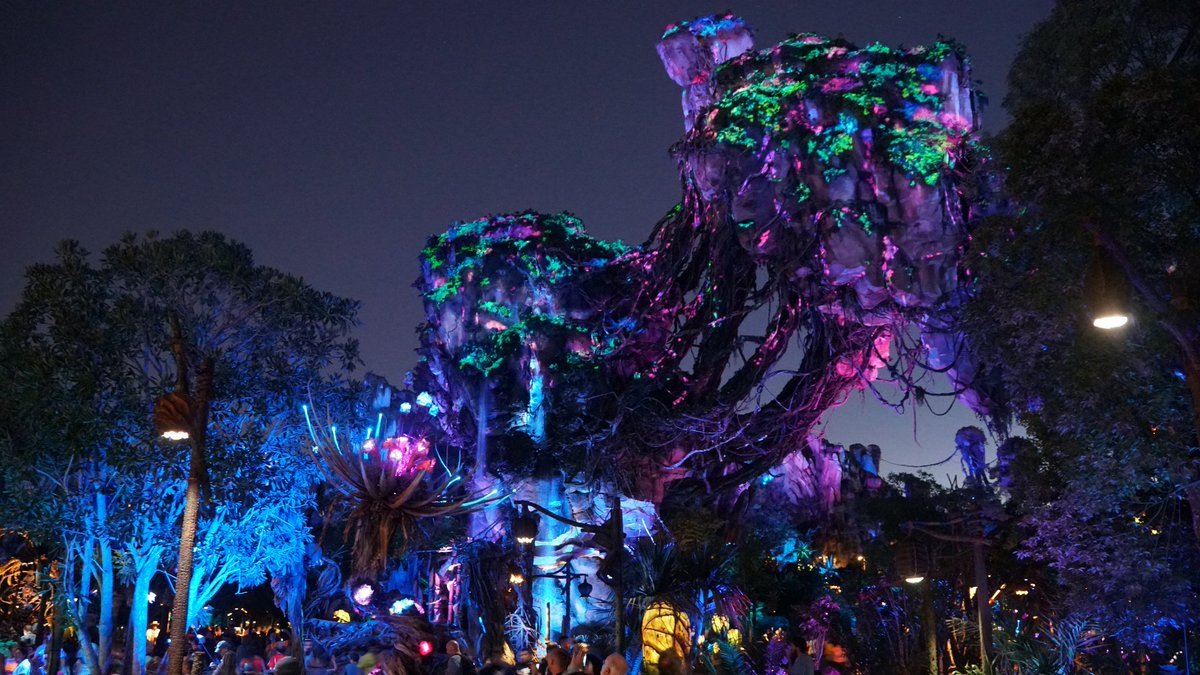
A distinta bioluminescência noturna de Pandora é criada através de uma combinação de holofotes LED, fibra óptica e efeitos de luz negra.

Uma importante característica visual de Pandora é o Vale de Mo'ara e suas cadeias de montanhas flutuantes. As montanhas de 48 metros de altura empregam perspectiva forçada para parecerem maiores do que realmente são e são sustentadas por vigas de aço ocultas por rochas e trepadeiras. Os designers foram enviados ao Parque Florestal Nacional de Zhangjiajie para estudar os picos irregulares da região de Wulingyuan em busca de inspiração, bem como para estudar a folhagem no Havaí. As fundações de aço para as montanhas flutuantes levaram um ano para serem concluídas. As espécies de flora bioluminescente de Pandora também são encontradas em toda a área. Os Imagineers criaram vinte espécies de flora pandoriana exclusivamente para a terra. O paisagismo consiste em espécies de plantas reais da Terra misturadas com flora esculpida de Pandora, com cada planta alienígena exigindo sua própria caixa de controle oculta para criar a quantidade necessária de iluminação bioluminescente durante as horas da noite. A nova tecnologia de sensor de movimento desenvolvida pela Disney Research permite que a vida vegetal responda à interação tátil dos visitantes. Gravações de áudio de animais de Pandora criam ruído ambiente em toda a terra.
Ao contrário das terras temáticas e atrações anteriores na história da empresa, a Disney omitiu os atributos tradicionais dos parques temáticos em toda a Pandora – The World of Avatar, como marquises de atrações, mercadorias da marca Disney e imagens do Mickey Mouse nos scanners MyMagic+ encontrados nas filas, como forma de manter o tema natural da terra. Os brinquedos Avatar Flight of Passage e Na'vi River Journey são anunciados apenas por representações estilizadas de um ikran e do Shaman of Songs tecido com juncos. Os membros do elenco dos parques desempenham o papel de especialistas de campo da ACE.
A área apresenta músicas compostas por James Horner e Simon Franglen com base na trilha sonora original de Avatar, que foi originalmente composta por Horner e arranjada por Franglen. Um álbum com a trilha sonora de Pandora – The World of Avatar foi lançado pela Walt Disney Records em 4 de janeiro de 2019, contendo a música completa das atrações Avatar Flight of Passage e Na'vi River Journey, sons atmosféricos da área e música ambiente composta para a Windtraders Shop, Pongu Pongu e Sa'tuli Canteen. A música foi gravada nos estúdios Abbey Road e Air, em Londres. Sandra Benton fez os vocais para o Shaman of Songs em Na'vi River Journey.

## Atrações

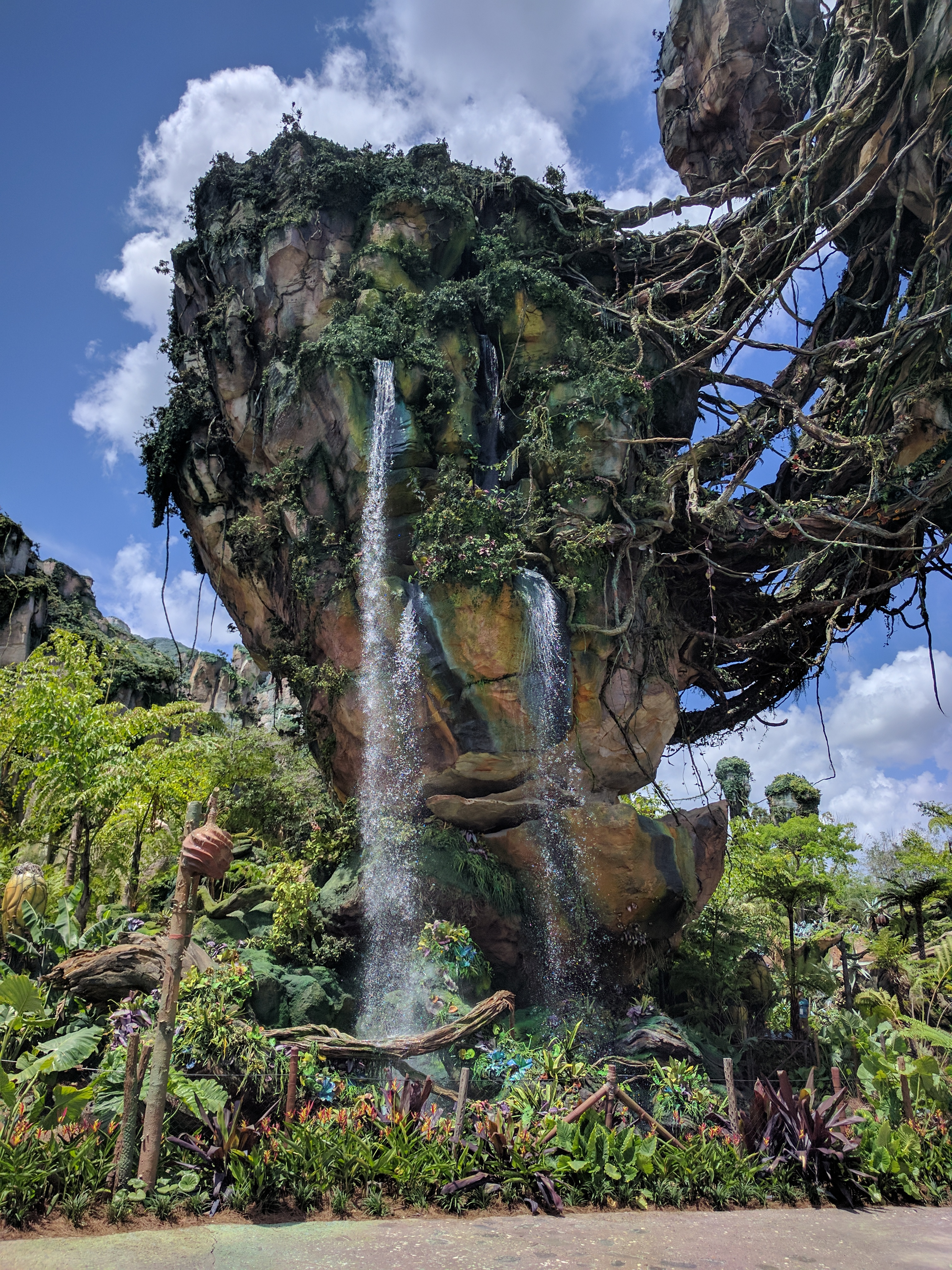
Características da paisagem de Pandora.

- Avatar Flight of Passage, uma emocionante atração com simulador de voo 3D, onde os visitantes voam em uma montanha Banshee sobre a paisagem de Pandora.[45]
- Na'vi River Journey, uma atração com barco em um passeio no escuro pelo rio Kapsavan, mostrando a fauna e a flora nativas de Pandora, incluindo Audio-Animatronics e hologramas 3D.[46]

### Entretenimento
- Swotu Wayä Na'vi Drum Ceremony – uma apresentação diária ao ar livre com tambores realizada no Vale de Mo'ara, com o objetivo de recriar uma cerimônia tradicional de tambores Na'vi.[47]
- Pandora Utility Suit – uma apresentação de rua em que um cientista da Pandoran Conservation Initiative vestindo um traje mecânico AMP interage com os visitantes e os educa sobre Pandora.[48]

### Restaurantes e lojas
A área contém dois locais para alimentação e uma loja:
- Satu'li Canteen – um restaurante de serviço rápido.[49]
- Pongu Pongu – uma barraca de alimentos e bebidas.[50]
- Windtraders – uma loja de presentes.[51]